# Обрезание (фильм, 2012)
«Обрезание» (англ. Excision, также известен под названием Экстирпация) — американский драматический фильм ужасов 2012 года, поставленный режиссёром Ричардом Бейтсом-мл. по собственному сценарию в качестве адаптации созданного им же в 2008 году одноимённого короткометражного фильма. Премьера фильма состоялась на кинофестивале «Сандэнс» 21 января 2012 года.

## Сюжет
История Полин, девушки-подростка, изгоя. Полин одержима бредовыми идеями: насилие, убийства на дорогах, пытки. Естественно, её мечтания отторгают от девушки и одноклассников, и родителей. Никто не понимает Полин, кроме её младшей сестры Грейс, страдающей муковисцидозом. Полин думает, что вернуть любовь близких ей поможет спасение сестры, и для этого Полин решает сделать малышке операцию.

## В ролях
| Актёр              | Роль               |
| ------------------ | ------------------ |
| АннаЛинн МакКорд   | Полин              |
| Трейси Лордс       | Филлис             |
| Ариэль Уинтер      | Грейс              |
| Роджер Барт        | Боб                |
| Джереми Самптер    | Адам               |
| Малкольм МакДауэлл | мистер Купер       |
| Мэттью Грей Гублер | мистер Клэйбоф     |
| Джон Уотерс        | преподобный Уильям |
| Рэй Уайз           | директор Кэмпбелл  |
| Марли Мэтлин       | Эмбер              |
| Молли МакКук       | Натали             |
| Натали Дрейфусс    | Эбигейл            |
| Коул Бернштейн     | Кимберли           |

## Критика
Фильм получил в целом положительные отзывы. На сайте-агрегаторе Rotten Tomatoes он удостоился 85 % одобрения на основе 26 рецензий критиков.